# Milton-next-Gravesend
Milton – osada w Anglii, w Kent. Leży 11,8 km od miasta Chatham, 20,7 km od miasta Maidstone i 33,8 km od Londynu. W 1911 roku civil parish liczyła 14 994 mieszkańców. Milton jest wspomniana w Domesday Book (1086) jako Meletune.